# Пивоваров, Николай Михайлович
Николай Михайлович Пивоваров (род. 17 декабря 1953 года, город Майкоп, Адыгейская АО) — российский государственный и политический деятель. Глава муниципального образования «Город Майкоп» (с декабря 2002 г. по декабрь 2007 г.).

## Биография
Николай Михайлович Пивоваров родился 17 декабря 1953 года в городе Майкопе.
Трудовую деятельность начал экскаваторщиком Абадзехского консервного завода. После службы в армии вернулся на завод и работал инженером-механиком, затем начальником производства.
Окончил Кубанский сельхозинститут, занимал должности главного агронома, и.о. директора Каменномостского плодового совхоза, директора экспериментального хозяйства Майкопской опытной станции ВИР.
В 1990 году основал в Адыгее предприятие по переработке сои – АО «Агросоя». В этом же году окончил Датскую академию. Имеет звания «Заслуженный работник пищевой индустрии Российской Федерации» и академика Международной академии реальной экономики.
С 2002 по 2007 годы являлся Главой муниципального образования «Город Майкоп».
С 2009 года полномочный представителя администрации Краснодарского края в Республике Адыгея. Награждён Почетным знаком "Закон. Долг. Честь" Государственного Совета - Хасэ Республики Адыгея.
За результативную государственную деятельность Николай Михайлович Пивоваров удостоен медалью ордена «За заслуги перед Отечеством II степени». 
Умер 30 декабря 2021 года.

## Личная жизнь
Женат, двое детей.